# يوجين نيكولاس مايرز
يوجين نيكولاس مايرز (بالإنجليزية: Eugene Nicholas Myers)‏ هو عالم أورام وجراح أمريكي، ولد في 27 نوفمبر 1933 في فيلادلفيا في الولايات المتحدة.